# Revolution (카라의 음반)
《Revolution》은 2009년 7월 30일 발매된 카라의 두 번째 정규 음반이다.

## 배경
- 7월 24일 - 〈Wanna〉 티저버전 공개
- 7월 29일 - 〈Wanna〉 뮤직비디오 공개
- 7월 30일 - 2번째 정규앨범 《Revolution》 일반판, 한정판 동시발매
- 7월 31일 - KBS 뮤직뱅크에서 'Wanna & 미스터(부분편집)' 첫 무대
- 8월 15일 - MBC 쇼! 음악중심에서 '미스터(완곡)' 공식 첫 공연

## 특징과 대표곡
- 1번째 트랙은 〈미스터〉로, 더블타이틀곡이다. 컴백무대때부터 골반을 흔드는 춤(엉덩이춤)으로 엄청난 화제를 불러 일으켰으며[1], 많은 일반인들, 연예인들이 따라하기도 하였다.

다음은 안무를 따라하거나, 이 곡으로 무대를 선보인 연예인, 그리고 ‘엉덩이춤 열풍’을 언급한 프로그램의 목록이다.
- - 배우 이다해[2]
  - 개그맨 허경환, 박휘순 등[3]
  - KLPGA(골프) 안신애, 양수진, 이다솜, 조윤지, 이수지 선수[4]
  - 배우 윤소이[5]
  - 밥 샙[6]
  - 가수 마야[7]
  - 양정아, 송은이, 신봉선, 현영, 박소현, 최정윤[8]
  - 최현정[9]
  - 가수 G드래곤[10]
  - 가수 이효리[11]
  - 가수 문희준, 안재모[12]
  - 배우 김민정[13]
  - 드라마 천하무적 이평강[14]
  - 아역 차재돌[15]
  - 가수 이승기[16]
  - 재범[17]
  - 2PM의 멤버 우영, 닉쿤[18]
  - 비스트의 멤버 이기광, 양요섭[19]
- 2번째 트랙은 〈Wanna〉로 타이틀곡이다. '그대를 사랑해 My Love'이라는 가사의 반복이 많다.
- 8번째 트랙 〈똑같은 맘〉은 먼저 디지털 싱글로 발매되었다.
- 한정판으로 발매되기도 하였는데, 한정판과 일반판은 전혀 사진이 다르며 DVD가 포함되어 있다. DVD의 내용은 일본 오키나와 화보 촬영 현장이다.
- 2010년 1월 19일  태국에서 정규 2집《Revolution》이 라이센스로 발매되었다. 2집앨범 10곡과 미니 2집 《Pretty Girl》5곡 1CD에 수록된 곡은 15트랙이다.

## 트랙 리스트
| #             | 제목              | 작사                 | 작곡             | 편곡                     | 재생 시간 |
| ------------- | ----------------- | -------------------- | ---------------- | ------------------------ | --------- |
| 1.            | 〈미스터〉        | 송수윤, 피에스타(랩) | 한재호, 김승수   |                          | 3:13      |
| 2.            | 〈Wanna〉         | 송수윤               | 한재호, 김승수   |                          | 3:06      |
| 3.            | 〈마법〉          | 송수윤, 피에스타(랩) | 한재호, 김승수   | 한재호, 김승수, 김짜르트 | 3:31      |
| 4.            | 〈몰래몰래〉      | 임영                 | G-high, 김짜르트 |                          | 3:10      |
| 5.            | 〈Let It Go〉     | 이승민, 정니콜(랩)   | 이주형, 김짜르트 |                          | 3:10      |
| 6.            | 〈Take A Bow〉    | 송수윤, 피에스타(랩) | 한재호, 김승수   |                          | 3:16      |
| 7.            | 〈Aha〉           | 한상원               | 한상원           | 이주형, 김짜르트         | 3:19      |
| 8.            | 〈똑같은 맘〉     | 송수윤               | 한재호, 김승수   |                          | 3:17      |
| 9.            | 〈Wanna (Inst.)〉 | -                    | 한재호, 김승수   |                          | 3:06      |
| 10.           | 〈마법 (Inst.)〉  | -                    | 한재호, 김승수   |                          | 3:31      |
| 총 재생 시간: | 총 재생 시간:     | 총 재생 시간:        | 총 재생 시간:    | 총 재생 시간:            | 32:03     |

### 태국판
- 위의 트랙리스트 다음으로 추가되었다.

1. 하니
2. Pretty Girl
3. 요를레이
4. My Darling
5. 나는... (Ing)
6. 스티커 5장 (멤버 각 1종씩)